# خرده چشمه
خرده چشمه، روستایی در دهستان داربید بخش جزمان شهرستان هلیلان در استان ایلام ایران است.

## جمعیت
بر پایه سرشماری عمومی نفوس و مسکن در سال ۱۳۹۵، جمعیت این روستا برابر با ۷۷۷ نفر (۲۱۵ خانوار) بوده‌است.

## مشاهیر و بزرگان
نوروز خان اسماعیلی از بزرگان این روستا و مورد اعتماد اهالی منطقه بوده است از ایشان دو فرزند با نام های یدالله و عبادالله به یادگار مانده است.که یدالله جانشین ایشان و مهمان نواز میباشد.